# Antoine Le Moiturier
Antoine Le Moiturier né à Avignon en 1425 et mort à Paris après 1497 est un sculpteur français.

## Biographie

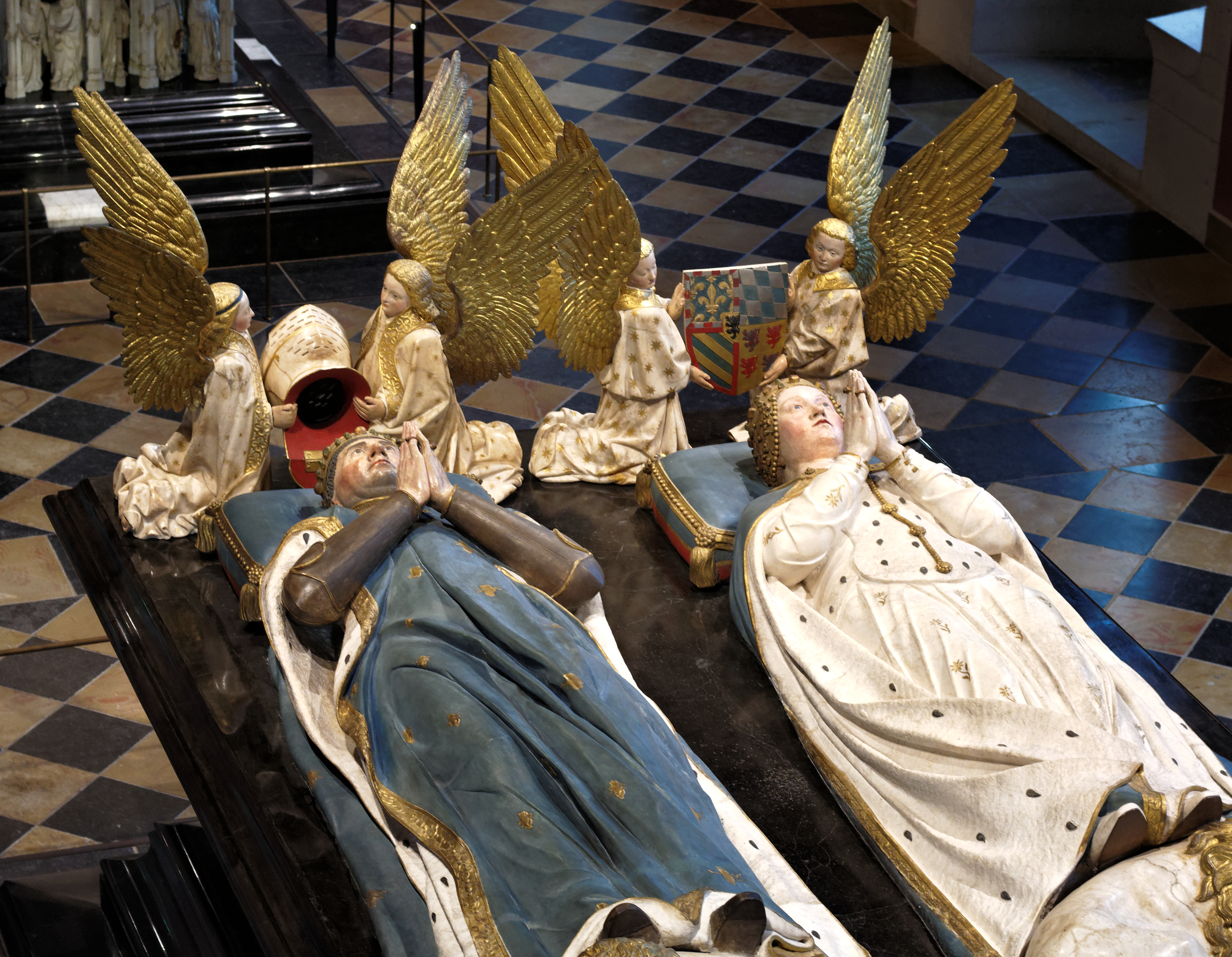
Tombeau de Jean Sans Peur, musée des Beaux-Arts de Dijon.

Neveu et élève de Jacques Morel, Antoine Le Moiturier se forme auprès de lui dans son atelier à Avignon entre 1441 et 1445. Il est mentionné dans cette ville, de façon intermittente, entre 1449 et 1463.
Il a travaillé sur le tombeau de Charles Ier, duc de Bourbon à Souvigny, que réalise Jacques Morel. 

### Retable destiné au maître-autel de l’église Saint-Pierre à Avignon
En 1461, Le Moiturier s'installe rue de la Peyrolerie après avoir été embauché par le chanoine Jacques Oboli pour réaliser le retable du maître-autel de l'église de Saint-Pierre à Avignon. Deux marchés passés en 1461 et 1463 ont permis de lui attribuer cette œuvre avec certitude. Ce fut sa plus grande œuvre mais, détruite en 1659, il n'en reste que deux anges conservés au musée du Petit Palais d'Avignon qui permettent d'identifier son style. 
Il est revenu à Avignon en 1478, où il loue une petite maison dont il est propriétaire en conservant une chambre et une pièce pour son usage personnel « pour travailler à son art, quand il serait dans cette cité ».

### Abbaye de Saint-Antoine-l'Abbaye
Le Moiturier travaille à l'abbatiale de Saint-Antoine-l'Abbaye entre 1461 et 1463. Certains historiens d'art lui ont attribué la réalisation des sculptures du portail occidental dont il ne reste plus que celles des voussures. Cette attribution est contestée par d'autres qui pensent plutôt à des retables dans les chapelles latérales qui ont tous été détruits pendant les guerres de religion.

### Ouvrages en Bourgogne

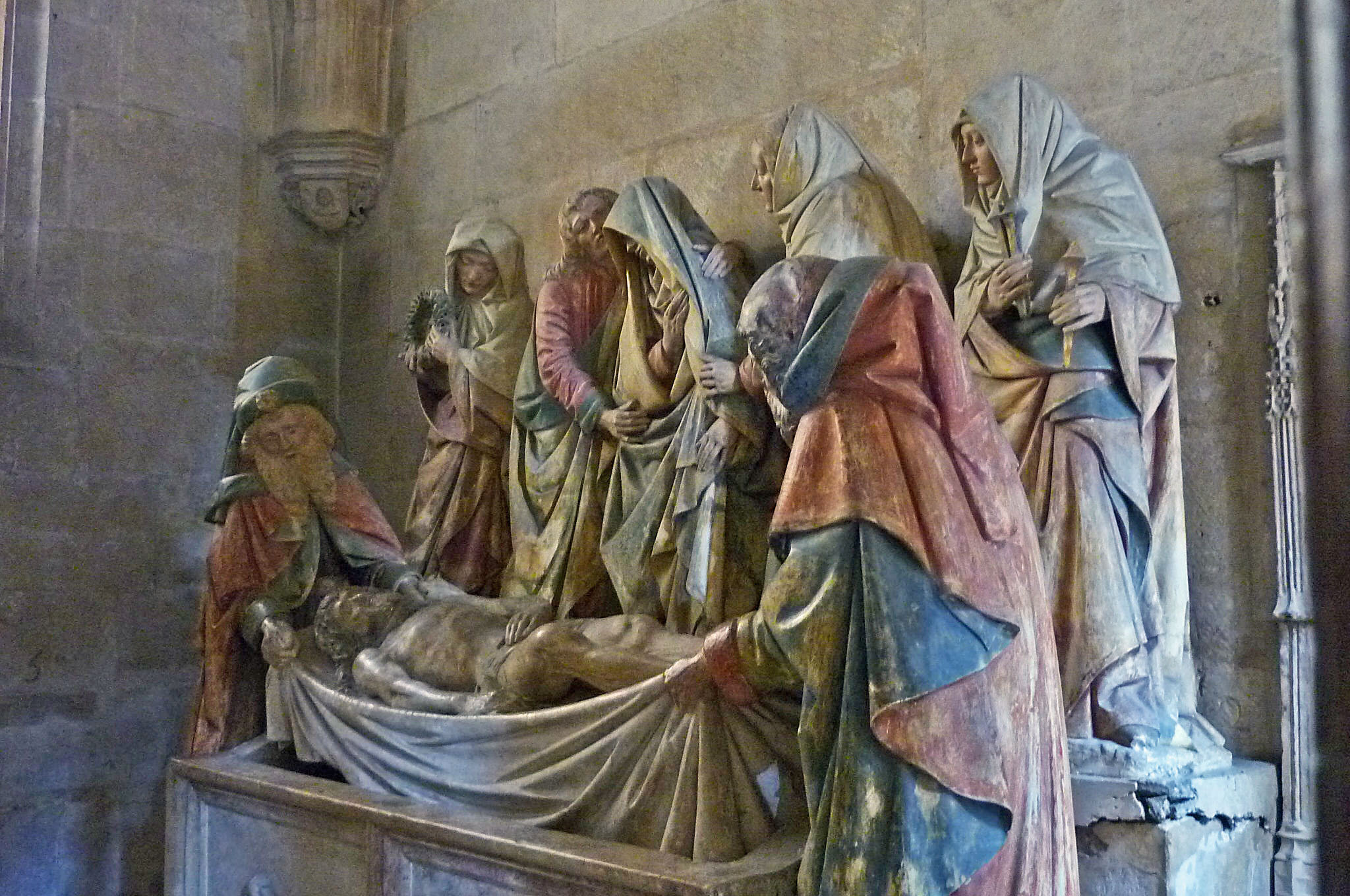
Mise au tombeau, 1490, Semur-en-Auxois, collégiale Notre-Dame.

En 1462, Agnès de Bourgogne le recommande à son frère, Philippe le Bon, en 1462, comme « l'un des notables et expert bon ouvrier pour besoigner en la perfection ». C'est probablement à cette époque que les consoles et les statues commandées par l'abbé de Cluny Jean de Bourbon pour sa chapelle privée greffée sur l'abbatiale. Les statues ont été détruites par les protestants. Le style des consoles subsistantes les a fait attribuer à Antoine Le Moiturier.
Il s'installe à Dijon en 1466, où il réside jusqu'en 1494. Le déchiffrement du rôle des impôts de Dijon permet de savoir qu'il y est présent de mai 1465 à la fin de 1475, puis de novembre 1480 à mai 1496. Il termine le tombeau de Jean Sans Peur entre 1466 et 1469. Dans cette œuvre commencée par Jean de la Huerta, il a réalisé les têtes et les mains des gisants, ainsi que les deux lions.
Comme le laisse supposer une lettre écrite en 1477 au chapitre de la collégiale de Beaune au sujet du jubé, il y a une forte probabilité qu'il ait participé à des travaux dans la cathédrale d'Autun entre 1470 et 1475.
En 1477 et 1478, il est le maître d'œuvre du jubé de la collégiale Notre-Dame de Beaune, aujourd'hui disparue. Il est présent à Avignon en 1478.
Il réalise en 1490, avec son atelier, la mise au tombeau se trouvant aujourd'hui à la collégiale Notre-Dame de Semur-en-Auxois.
Il est mentionné à Paris en 1497 où il termine sa carrière « povre homme non marié ».

## Œuvres répertoriées

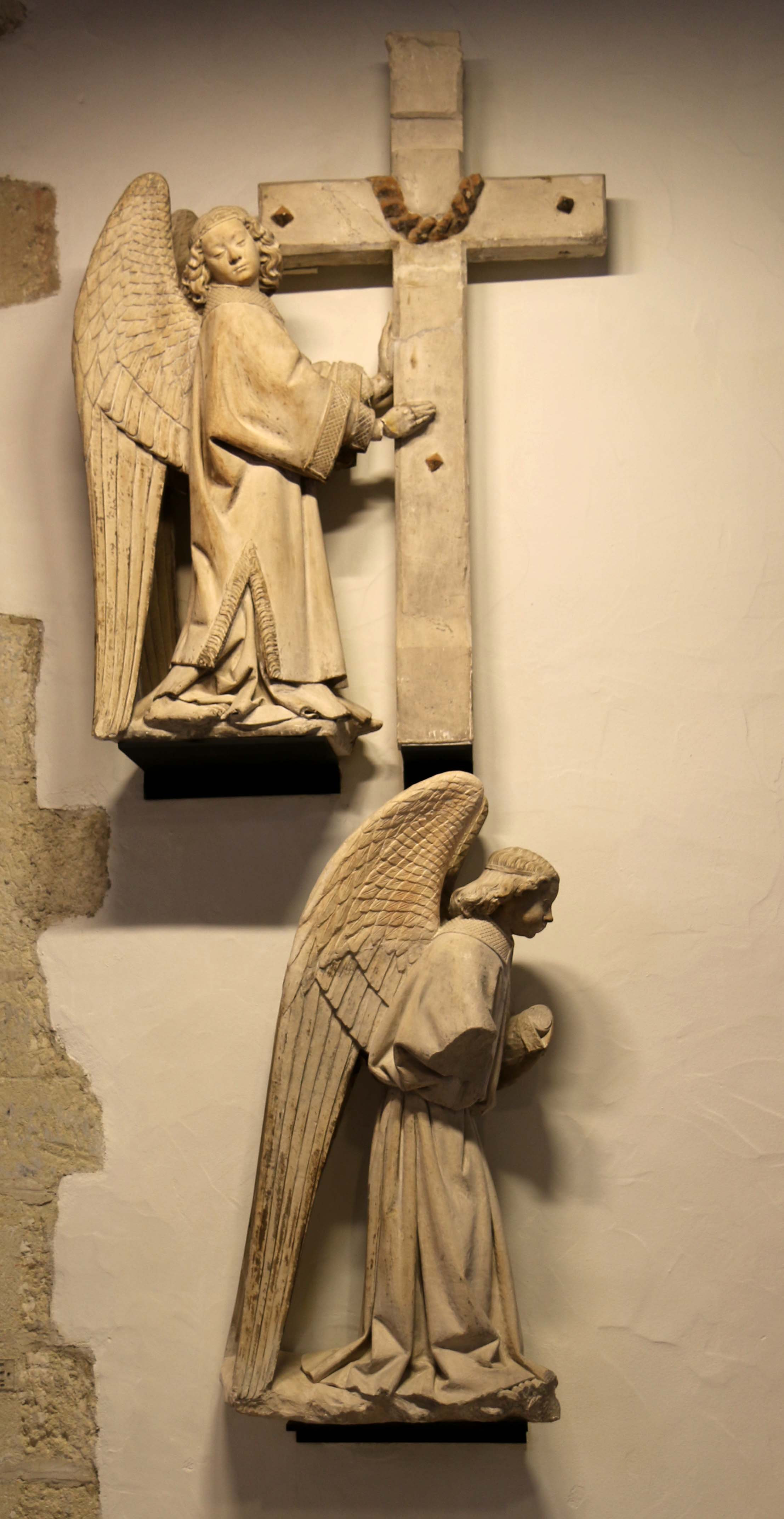
Ange portant les instruments de la passion et Ange soufflant de la trompette, Avignon, musée du Petit Palais.

- Avignon, musée du Petit Palais : Ange soufflant de la trompette et Ange portant les instruments de la passion, statues en pierre avec trace de polychromie[4],[5].
- Dijon, musée des Beaux-Arts : Tombeau du duc de Bourgogne Jean sans Peur. Laissé inachevé par le sculpteur aragonais Jean de la Huerta, le monument est confié au sculpteur avignonnais en 1461. Il termine la sculpture des pleurants, des gisants et des lions.
- Gien-sur-Cure, église Saint-Léger : Saint Léger, attribution, troisième quart du XVe siècle, statue en pierre calcaire polychrome,  Inscrit MH (1972)[6].
- Paris, musée du Louvre : Thomas de Plaine, 1475, statue en pierre polychrome, destinée à l'une des chapelles de l'église des Jacobins de Poligny[7].
  - Ange volant, bas-relief en pierre calcaire polychromée, provenant de la chapelle des Carmes de Semur-en-Auxois, 42 x 57,5 x 18 cm[8].
- Semur-en-Auxois :
  - collégiale Notre-Dame : Mise au tombeau, 1490, pierre.
  - musée de Semur-en-Auxois : Anges, attribution, deux bas-reliefs en pierre.